# تيم (مغني)
تيم (بالإنجليزية: Tim)‏ هو مغني أمريكي، ولد في 23 ديسمبر 1981.